# Eupithecia unistrigata
Eupithecia unistrigata là một loài bướm đêm trong họ Geometridae.